# Ligue 1 2022-2023 (Algeria)
La Ligue Professionelle 1 2022-2023 è stata la 61ª edizione del campionato algerino di calcio dalla sua fondazione nel 1962. Il campionato è iniziato il 26 agosto 2022 e si è concluso il 15 luglio 2023.

## Stagione
Il CR Belouizdad si è confermato campione d'Algeria dalla stagione precedente, andando così in doppia cifra per il numero di titoli.